# Frida (film)
Frida är en amerikansk långfilm från 2002 med Salma Hayek, Alfred Molina, Antonio Banderas, Valeria Golino och Geoffrey Rush i rollerna.

## Handling
Filmen handlar om den mexikanska konstnären Frida Kahlo och hennes liv som älskarinna, hustru och yrkesverksam konstnär. Kahlo börjar redan som ung med måleri och hon träffar den berömde konstnären Diego Rivera som hon inleder ett minst sagt stormigt förhållande med.

## Om filmen
Frida regisserades av Julie Taymor. Filmen belönades med två Oscar; till Elliot Goldenthal för bästa filmmusik och till John E. Jackson och Beatrice De Alba för bästa smink. Filmen nominerades även i klasserna bästa scenografi, bästa kostym, bästa sång samt bästa kvinnliga huvudroll, den sistnämnda tack vare Salma Hayeks porträtt av Frida Kahlo.

## Rollista (urval)
| Salma Hayek      | – Frida Kahlo              |
| Alfred Molina    | – Diego Rivera             |
| Valeria Golino   | – Lupe Marín               |
| Mía Maestro      | – Cristina Kahlo           |
| Edward Norton    | – Nelson Rockefeller       |
| Saffron Burrows  | – Gracie                   |
| Roger Rees       | – Guillermo Kahlo          |
| Lila Downs       | – Tango Singer             |
| Alejandro Usigli | – Professor                |
| Diego Luna       | – Alejandro Gonzalez Arias |
| Lucia Bravo      | – Modell i auditoriet      |
| Geoffrey Rush    | – Lev Trotskij             |
| Ashley Judd      | – Tina Modotti             |
| Antonio Banderas | – David Alfaro Siqueiros   |
| Roberto Medina   | – Dr. Farril               |
| Saffron Burrows  | – Gracie                   |